# Bernatowicz
Bernatowicz – polski herb szlachecki, odmiana herbu Suchekomnaty, z nobilitacji.

## Opis herbu
W polu czerwonym trąba myśliwska czarna z takimż sznurem i nawiązaniami złotymi, z zaćwieczonym na sznurze takimż krzyżem. W klejnocie nad hełmem w koronie pięć piór strusich.
Herb zatem różni się od Suchychkomnat jedynie kolorem sznura i liczbą piór w klejnocie.

## Najwcześniejsze wzmianki
Nadany w 1676 roku, wraz z nazwiskiem Bernacki, Bernardowi Krzysztofowi Bernatowiczowi za zasługi wojenne.

## Herbowni
Bernacki, Bernatowicz.